# Redução de Clemmensen
Em química orgânica, a redução de Clemmensen é a redução das cetonas alifáticas ou aromáticas em hidrocarbonetos  saturados em  presencia  de Zn amalgamado ao Hg e de ácido clorídrico concentrado. 
Quando se trata de substancias pouco solúveis na água , ajunta-se, no meio reacional, um solvente solúvel na água como o álcool .
A redução de Clemmensen é particularmente válida para a síntese de hidrocarbonetos com número de carbonos impar onde a redução de Wurtz não é aplicavel.
```
 

metil butilcetona           -->       
n
-hexano
```

```
 

dipropilcetona              -->       
n
-heptano
```

```
 

 dibenzilcetona             -->       difenilpropano
```